# Амаджуак (озеро)
Амаджуак (англ. Amadjuak Lake) — прісноводне озеро на території Нунавут у Канаді.
Озеро лежить в південній частині острова Баффінова Земля. Одне з великих озер Канади — площа водної поверхні 3058 км², загальна площа — 3115 км², друге за величиною озеро на острові Баффінова Земля (після озера Неттіллінг) і третє за величиною озеро території Нунавут (після озер Неттіллінг і Дубонт). Висота над рівнем моря 113 метрів.
Живлення від озера Мінго і кількох річок з півдня і південного сходу, стік по річці Амаджуак на північ в озеро Неттіллінг, яке в свою чергу має стік у затоку Фокс. Область між озерами Неттіллінг і Амаждуак — один з районів проживання оленів карібу. Більшу частину року озеро покрите кригою і одним з небагатьох видів риб, здатним вижити в його холодних водах є палія арктична.